# Догравальник

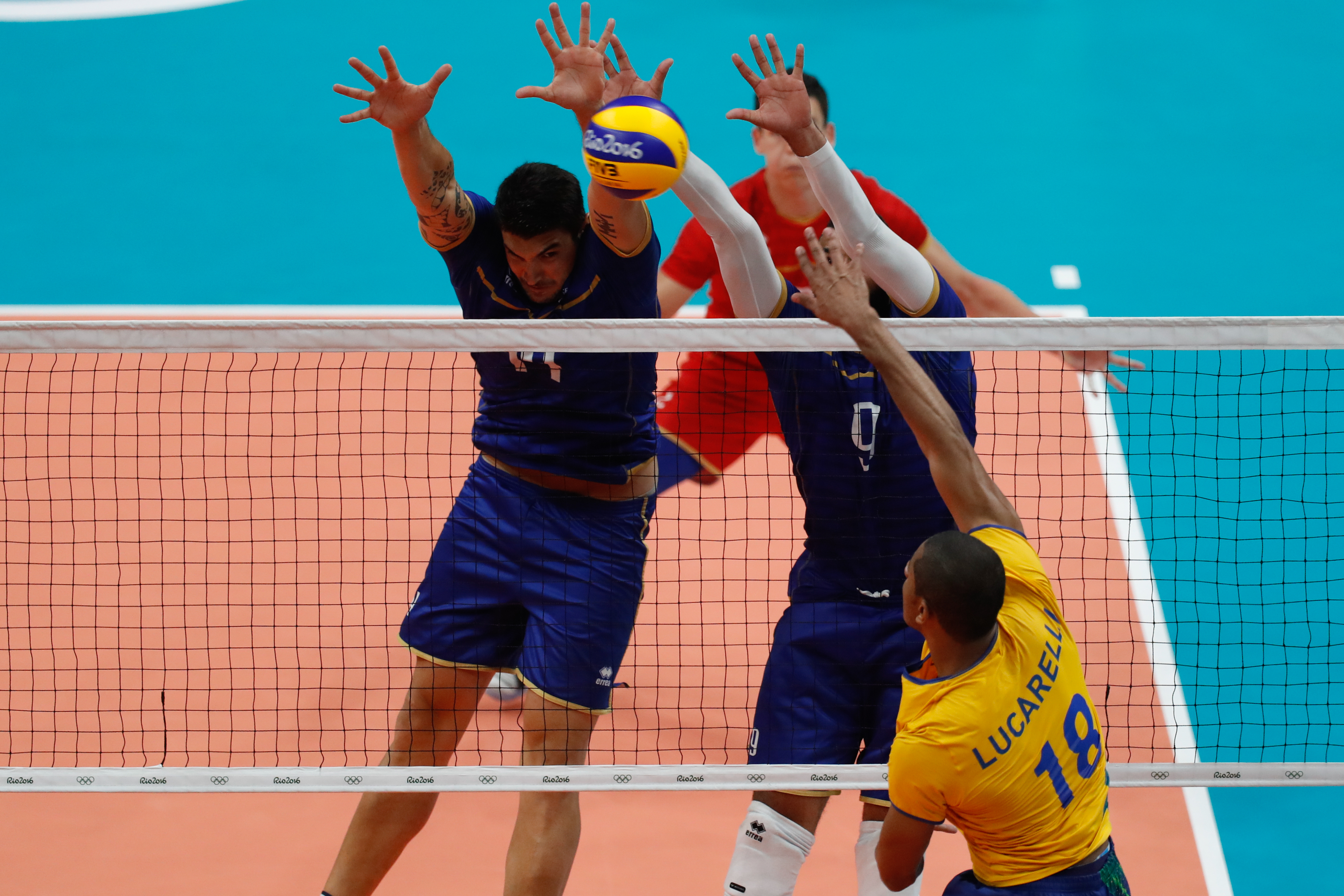

Догравальник (жін. догравальниця; також: атакувальний гравець другого темпу) — ігрове амплуа у волейболі.

## Функції
Догравальник — універсальний гравець у волейбольній команді, який бере участь у прийманні м'ячів, в атаці та у захисті. Основна відмінність догравальника від діагонального гравця в тому, що він бере участь у прийманні м'яча. Зазвичай, напрямки ударів від атаки направлені із 2-ї та 4-ї зон із країв сітки. Нерідко підключається для комбінації несподіваної атаки (атака з 6-ї зони пасом від гравця, що забезпечує зв'язок, трохи назад) і атаки з задньої лінії. Важлива функція такого волейбольного амплуа — догравання «складних» м'ячів після невдалого приймання, або після невдалої атаки і/або переведення м'яча із захисту. Завдання догравальника, по можливості, максимально ускладнити приймання м'яча суперником і дати ще один шанс своїй команді для більш ефективної атаки.
Якщо для діагонального гравця прийнятним показником вважається відсоток успішних атак понад 55 %, то для догравальника вважається цілком нормальним мати показник нижче 50 %, бо йому, як правило, дістаються складніші, недостатньо доведені м'ячі для завершення повноцінної атаки.

## Головні якості
Гравець на позиції догравальника у волейболі, по-перше, повинен мати високий зріст. Це допомагає гравцю здійснювати влучні атакуючі удари в майданчик суперника під гострим кутом. По-друге, важлива хороша реакція та координація рухів, не тільки в нападі, але і в прийомі м'яча. Необхідно стежити за передачами м'яча зв'язуючим гравцем та вчасно чітко реагувати на неї. Високий стрибок, швидкість і сила удару також є важливими якостями догравачів. Але, безперечно, вирішальну роль відіграють тактична підготовка та майстерність гравця у володінні м'ячем. Окрім фізичних даних важливим критерієм для догравальника є інтелектуальна складова, оскільки волейбол це гра, в якій перемагають не тільки силою, а і розумом.

## Відомі гравці
| - Олег Плотницький - Османі Хуанторена - Матей Казійський - Вільфредо Леон - Ервін Н'Ґапет |